# Быков, Николай Иванович (Герой Советского Союза)
Николай Иванович Быков (1907—1982) — полковник Советской Армии, участник Великой Отечественной войны, Герой Советского Союза (1945).

## Биография
Николай Быков родился 20 мая 1907 года в селе Печерское (ныне — Сызранский район Самарской области) в крестьянской семье. Окончил семь классов средней школы, работал на асфальтовом заводе. В 1929 году Быков был призван на службу в Рабоче-крестьянскую Красную Армию. В 1931 году он вступил в ВКП(б). В 1935 году Быков закончил Омское пехотное училище, в 1938 году — курсы усовершенствования офицерского состава. С мая 1942 года — на фронтах Великой Отечественной войны. К январю 1945 года гвардии полковник Николай Быков командовал 215-м гвардейским стрелковым полком 77-й гвардейской стрелковой дивизии 69-й армии 1-го Белорусского фронта. Отличился во время освобождения Польши.
Полк Быкова, наступая с Пулавского плацдарма, прорвал мощную немецкую оборону, уничтожив за период с 14 января по 3 февраля 1945 года большое количество живой силы противника, 9 танков и штурмовых орудий, 155 автомашин, 37 пулемётов и миномётов, 25 артиллерийских орудий, а также взял в плен около 700 вражеских солдат и офицеров.
Указом Президиума Верховного Совета СССР от 24 марта 1945 года гвардии полковник Николай Быков был удостоен высокого звания Героя Советского Союза с вручением ордена Ленина и медали «Золотая Звезда».
После окончания войны Быков продолжил службу в Советской Армии. В 1948 году он окончил курсы «Выстрел», в 1955 году — Высшие академические курсы при Военной академии Генерального Штаба. С 10 декабря 1955 по 4 ноября 1957 года командовал 9-й стрелковой дивизией (с июня 1957 — 80-я мотострелковая дивизия) Северо-Кавказского военного округа (Майкоп). В январе 1959 года Быков был уволен в запас. Проживал и работал в Ставрополе. Скончался 3 июля 1982 года. Похоронен на Сажевом кладбище Ставрополя.
Был награждён двумя орденами Ленина, четырьмя орденами Красного Знамени, орденом Александра Невского, двумя орденами Красной Звезды, а также рядом медалей.